# Owstonia nigromarginatus
 Owstonia nigromarginatus és una espècie de peix de la família dels cepòlids i de l'ordre dels perciformes.

## Distribució geogràfica
Es troba a les Filipines.